# Muzo (artiste)
Pour les articles homonymes, voir Masson et Muzo.
Jean-Philippe Masson, dit Muzo, est un peintre, graveur et dessinateur français, né à Rennes le 4 septembre 1960.

## Biographie
Jean-Philippe Masson grandit à Caen. Il y édite en 1980 un fanzine remarqué : le Journal de Placid et Muzo avec Jean-François Duval (« Placid »). C'est de là que vient son nom d'artiste. Il fréquente les Beaux-Arts de Caen et de Paris ainsi que  l'École supérieure d'arts graphiques Penninghen.

## Œuvre

### Peinture
Muzo fait sa première exposition personnelle en 1983 à la galerie Travers (Paris) suivie de nombreuses autres.

### Gravure
Il pratique régulièrement la gravure (linogravure, eaux-fortes et aquatinte). Il a participé à l'exposition « Regards noirs » à la BnF en 1998.

### Dessin
À travers une importante production de dessins Muzo a développé un univers très personnel. Par ailleurs il collabore ou a collaboré à de nombreux journaux et magazines : Hara-Kiri, Charlie Mensuel, Métal hurlant, Libération, Le Monde, Le Magazine littéraire etc. Il est également l'auteur d'une trentaine de livres tant pour adultes que pour la jeunesse.

## Publications
Livres
- Le Journal de Placid et Muzo, 8 numéros, 1980-1983
- J'habite ici, 1984
- Muzautrière, Images Images -1989
- J'ai trois ans et pas toi (avec Hervé Prudon), Éditions Verticales, 1995
- Petites angoisses et grosses phobies (avec Christophe André), Le Seuil, 1998
- Petits complexes et grosses déprimes (avec Christophe André), Le Seuil, 2000
- Petits pénibles et gros casse-pieds (avec Christophe André), Le Seuil, 2002
- Les hommes et les femmes, Coll. Les Cahiers Dessinés, Buchet-Chastel, 2002
- Un mort par jour, Éditions Les Arènes - 2011
- Ha ha ha, Alain Beaulet éditeur, 2012
- Muzorama, Atelier de bibliophilie populaire -2012
- Bisou, Siranouche éditions, 2012
- Faut qu'on y aille sinon on va louper le dernier drakkar, L'Association, 2014

Livres jeunesse
- Amanda Crapota - La vie extraordinaire d'une petite sorcière, Autrement Jeunesse, Coll. Albums Jeunesse  - 2008
- Dix petits nuages, Autrement Jeunesse, Coll. Histoire sans paroles  - 2008
- T'es où Doudou ?, Seuil Jeunesse, Coll. Passe-passe  - 2008
- Un mort par jour, Éditions Les Arènes - 2011
- On a volé le coffret à bisous.
- La mobylette à soupe (auteur : Renaud Ambite), Mango jeunesse, Coll. Biblio Mango  - 2003
- Le plus grand des chasseurs (auteur : Didier Lévy), École des Loisirs, Coll. Octobre  - 2001
- Les étroits petits cochons (auteur : Jean-Loup Craipeau), Hachette jeunesse, Coll. Histoires masquées  - 1998

## Expositions

### Expositions personnelles
- Galerie Travers, Paris, 1983
- Galerie Travers, Paris, 1984
- Bergen, Pays-Bas, 1985
- Galerie Paradis, Paris, 1986
- Galerie Mondineu, Paris, 1987
- Galerie Art Factory, Paris, 2002

### Expositions collectives
- Regards noirs BNF 1998[1]
- Itinéraires graphiques Lorient 2014[2]
- Salon de Montrouge 2014[3]
- Les Cahiers Dessinés La Halle Saint-Pierre 2015[4]